# Comactinia meridionalis
Comactinia meridionalis är en sjöliljeart som först beskrevs av L. Agassiz in E. C. och Alexander Emanuel Agassiz 1865.  Comactinia meridionalis ingår i släktet Comactinia och familjen Comasteridae. Inga underarter finns listade i Catalogue of Life.